# Nome das sondas japonesas
Ambas as agências espaciais japonesas, a ISAS - Institute of Space and Astronautical Science e a NASDA - National Space Development Agency que agora fazem parte da agência central JAXA, procuram dar dois tipos nomes aos seus satélites, um em inglês e o outro em japonês.
A mais importante diferença entre a maneira que cada agência nomeia suas sondas espaciais é que enquanto da a NASDA utiliza nomes em inglês e eventualmente utiliza nomes alternativos em japonês para seus satélites, a ISAS utiliza nomes em inglês antes do lançamento e os muda para um nome em japonês, apenas se o lançamento obtiver sucesso.
Os nomes de pré-lançamento da ISAS indicam para qual missão uma sonda se destinará. Por exemplo, Astro-D significa que é a quarta missão desta sonda da série ASTRO, que se dedica as observações astronômicas, majoritariamente observações das radiações de raio-X.
Como houve sucesso em seu lançamento, a nave espacial foi renomeada de Astro-D para Asuka (“flying bird”). Outro caso. A sonda Astro-E nunca recebeu um nome em japonês, por causa da falha em atingir a sua órbita planejada.
Ainda existe mais algumas observações sobre estes nomes. Algumas sondas da ISAS recebem nomes alternativos após o lançamento, especialmente se a sonda envolver a colaboração de outras nações ou instituições.
Por exemplo a sonda Asuka (antiga Astro-D) também é conhecida como ASCA  - Advanced Satellite for Cosmology and Astrophysics.
Por outro lado a agência japonesa NASDA não segue tal esquema e procura sempre manter os nomes das sondas. Por exemplo. TRMM significa - Tropical Rainfall Measuring Mission e SELENE significa - Selenological and Engineering Explorer, não existe nenhum outro nome para estas sondas.
Então para a NASDA todas as missões recebem nomes em inglês, e todas as missões lançadas com sucesso pela ISAS recebem nomes em japonês.